# Gift (film 2014)
Gift è un film del 2014 diretto da Tarō Miyaoka.
Si tratta della prima produzione del progetto M Cinema, il quale prevede la distribuzione delle pellicole prodotte inizialmente soltanto a livello regionale e, in base al successo ottenuto e al riscontro del pubblico, la successiva distribuzione a livello nazionale.
È il primo lavoro cinematografico del regista Tarō Miyaoka e si tratta altresì del debutto come attrice protagonista per Rena Matsui, quest'ultima nota soprattutto per essere stata uno dei membri più popolari del gruppo idol SKE48.

## Trama
Zenzō Shinozaki è un burbero presidente di azienda che ha sacrificato una felice vita familiare per accumulare fortuna e ricchezza durante il corso della sua vita. Un giorno riceve una lettera d'aiuto dalla figlia che non vede da trent'anni, e decide così di partire per un lungo viaggio al fine di incontrarla nuovamente. A lui si unisce Saori Yamane, una giovane hostess di un night club che ha accumulato un debito di tre milioni di yen nei confronti di uno strozzino: Shinozaki si offre di darle un milione di yen in cambio di cento ore del suo tempo, durante il quale ella dovrà accompagnarlo lungo il suo viaggio verso casa. Yamane accetta e così i due così si mettono in cammino.
Durante il viaggio la coppia si ferma in diversi luoghi significativi dell'adolescenza di Shinozaki, tra questi un tempio shintoista, dove lo stesso Shinozaki cerca in tutti i modi di estrarre un omikuji contenente una benedizione augurante grande fortuna. Dopo l'astio iniziale, i due incominciano a conoscersi meglio e ad aprirsi a vicenda: Yamane ha un passato in riformatorio poiché cercò di uccidere la madre, in quanto questa era solita picchiare il fratello minore, mentre Shinozaki intende fare un ultimo regalo alla figlia, al fine di farsi perdonare per il suo fallimento come padre.
Yamane scopre solo in seguito quali sono le vere intenzioni di Shinozaki: egli intende suicidarsi e donare il suo cuore alla nipote cardiopatica e per fare questo ha bisogno che Yamane stia con lui nei suoi ultimi istanti di vita per chiamare un'ambulanza, affinché vi sia la certezza che l'organo arrivi effettivamente all'ospedale per il trapianto. Inizialmente riluttante, Yamane accetta di occuparsi dell'ingrato compito.
I due si recano pertanto in un edificio abbandonato, dove Shinozaki ha intenzione di assumere una droga letale per mettere fine alla sua vita. Lì vengono raggiunti dallo strozzino di Yamane, che ha sempre tenuto traccia dei suoi spostamenti tramite un GPS. Nella combutta Shinozaki finisce accoltellato dallo strozzino, mentre quest'ultimo riesce a fuggire prima di essere catturato dalla polizia. Yamane nel frattempo chiama un'ambulanza, mantenendo fede al patto.
Un anno più tardi Yamane conduce una vita onesta, lavorando come corriere insieme al fratello minore, con il quale aveva rotto i rapporti dopo l'episodio tra lei e la madre. Nella pausa tra una consegna e l'altra i due si recano in una scuola superiore dove Yamane si assicura che la nipote di Shinozaki stia bene. Ella inoltre si accorge che attaccato allo zaino della studentessa vi è l'omukuji cercato con tanta insistenza da Shinozaki durante la loro visita al tempio.

## Distribuzione
Il film inizialmente è stato distribuito a partire dal 14 giugno 2014 solo in sette cinema della prefettura di Aichi, ma il buon successo ha fatto sì che venisse proiettato altresì in tutto il Giappone a partire dal 12 luglio.